# Lentulus Batiatus
Gnaeus Cornelius Lentulus Batiatus (sau, posibil, Vatia) a fost un proprietar roman al unei școli de gladiatori din Capua (lângă Vezuviu), sudul Italiei. Este cel mai cunoscut pentru faptul că din școala sa de gladiatori a evadat Spartacus cel care va declanșa a treia răscoală a sclavilor (73 – 71 î.Hr.).

## În cultura populară
Batiatus este interpretat de Peter Ustinov în filmul lui Stanley Kubrick din 1960, Spartacus, rol pentru care Ustinov a primit Premiul Oscar pentru cel mai bun actor în rol secundar.
Ian McNeice l-a interpretat pe Batiatus în filmul de televiziune din 2004 Spartacus.
John Hannah l-a interpretat pe Batiatus în serialul din 2010 produs de Starz TV Spartacus: Nisip însângerat și în prequel-ul acestuia din 2011, Spartacus: Zeii Arenei.